# حبابک‌دار زیتونی
حبابک‌دار زیتونی (نام علمی: Oxynoe olivacea) نام یک گونه از تیره حلزون‌های حبابک‌دار است.